# Треш-стрим
Треш-стрим или трэш-стрим (англ. Trash stream) — вид прямого эфира, ведущий которого совершает над собой или другими людьми (а также животными) опасные для здоровья, эпатирующие, унизительные и тому подобные действия, обычно с целью получения денежного вознаграждения (донат) со стороны зрителей. Стримы проходят преимущественно на YouTube, монетизация происходит с помощью DonationAlerts и других подобных сервисов.
По мнению некоторых экспертов, жанр зародился в России в начале 2010 года, его основоположником считается стример Кирилл Зырянов (VJLink). Самым безрассудным треш-стримером считают Николая Белова за шокирующие вещи на трансляциях, его называют «Король треша».
Несколько треш-стримеров привлекали к административной или уголовной ответственности за травмы и смерти, произошедшие в прямом эфире. 30 июля 2024 года российская Госдума приняла закон о запрете трэш-стримов.
Сегмент интернета, в котором обычно происходят треш-стримы и публикуется узконаправленный, часто маргинальный контент, называют термином «нижний интернет». Данное определение ввёл игровой журналист Антон Логвинов. Яркий представитель нижнего интернета — анонимный имиджборд «Двач».

## В России
Создателем жанра считается Кирилл Зырянов, более известный как VJLink. В 2010 году он зарегистрировался на сайте own3d.tv и начал вести трансляции по игре Dota 2. На своих стримах Кирилл кричал, разбивал монитор, вёл себя вызывающе и сильно напивался. Первую популярность получил в 2013 году, когда прямо на стриме его друг, известный как Чип, выбил ему зубы.

Пример треш-стрима, сгенерированный нейросетью.

После появления видеостримингового сервиса Twitch в 2011 году и его популиризации в России в 2013 году большинство ютуберов, включая Илью Мэддисона, начали стримить на платформе видеоигры. Очень популярны также стали сервисы пожертвований для прямого эфира, как, например, DonationAlerts. После их появления стримеры стали выполнять различные задания за деньги, постепенно отдаляясь от тематики игр. В 2017—2018 годах треш-стримы стали популярны в Польше.
Сам термин «треш-стрим» в СМИ впервые начал использоваться в 2015 году, а в 2020 году и в российских СМИ.

## В других странах
В англоязычной литературе данное явление носит название trash-streaming (мусорный стрим).
Стример из США ERBY__ пообещал своему зрителю автомобиль, если он сможет провести три дня в запертом шкафу. Участник смог продержаться всего 24 часа, а позже у него случился нервный срыв, и он сдался. Во время трансляции у зрителей была возможность издеваться над запертым в шкафу мужчиной. За онлайн пожертвования его можно было доводить разными звуками или вспышками, выстрелить из игрушечного пистолета или водомёта или же принести ему еду.
В Польше явление достаточно широко распространено, и носит название patostream (патострим — образовано слиянием слов патология и стрим). Согласно опросу фонда «Dajemy Dzieciom Siłę», 84 % опрошенных подростков в возрасте от 13 до 15 лет слышали о таком термине, как патостриминг. В свою очередь, до 43 % молодых людей регулярно смотрят такие материалы. Также было проведено исследование под названием «Rodzice nastolatków 3.0», которое проводилось NASK. Они обнаружили, что патостримы смотрят более 23 % опрошенных подростков. Более того, только 12 % родителей признались, что знают о материалах, которые смотрят их дети. Выяснилось, что подавляющее большинство из них не знают, что их дети могут смотреть патостримы в прямом эфире.

## Исследования в Польше
Большинство польских исследователей соглашаются с типологией треш-стримов, предложенными учёными Беком и Попиолеком:
- Алкострим — потоковое вещание злоупотребления алкоголем и «пьяных действий», также известное как «пьяный стрим».
- Трансляция насилия — трансляция насилия различных типов; физическое насилие: побои в прямом эфире, словесное насилие: расистский контент, призывы к насилию, угрозы, оскорбления и т. д. Иногда приводит к смертельным исходам участников стрима.
- Секс-стриминг — стриминг ситуаций с различными видами сексуальных девиаций, в том числе актов педофилии.
- Ежедневный треш-стриминг — трансляция повседневной жизни маргиналов с особым акцентом на трансляцию так называемых «боёв».

### Влияние на аудиторию
По мнению польских учёных, последствия регулярного просмотра треш-стримов среди зрителей могут заключаться в долгосрочной перспективе:
- осознание наблюдателем незнакомого для него до сих пор поведения;
- ослабление психологических ограничений, сдерживающих агрессию;
- перенятие эмоций и мотивации наблюдаемого треш-стримера.

## Запрет
В России
Впервые о запрете треш-стриминга заговоровил член комитета Совета Федерации по конституционному законодательству и госстроительству Алексей Пушков в декабре 2020 года в Совете Федерации.
Блогер и на тот момент помощник депутата партии ЛДПР Юрий Хованский в 2021 году написал депутатский запрос с просьбой проверки треш-стримеров и запрета данного вида стриминга. Депутат Виталий Милонов предложил привлекать к ответственности зрителей, которые присылают задания треш-стримерам. В июле того же года в Госудуму был внесён законопроект о запрете треш-стримов. В декабре был проведён опрос среди интернет пользователи, 87 % опрошенных проголосовало за запрет треш-стриминга.
В мае 2022 года вице-спикер госдумы от ЛДПР Борис Чернышов предложил главе Минцифры России Максуту Шадаеву блокировать донаты для каналов треш-стримеров и создать алгоритм отслеживания их контента.
В мае 2023 года первый заместитель председателя Комитета Госдумы по информационной политике, информационным технологиям и связи Артём Ткачёв заявил об инициативе наказывать штрафами зрителей жестоких интернет-трансляций.
В июле 2023 года сенатор Алексей Пушков заявил, что треш-стримы в интернете могут быть выделены в Уголовном кодексе в отдельный вид преступления, как пропаганда терроризма, наркотиков или детская порнография.
27 июля 2023 года председатель Комитета Государственной Думы по молодёжной политике Артем Метелев пообещал, что пакет законопроектов о треш-стримах в августе отправят на отзыв кабмину.
24 августа 2023 года председатель Комитета Государственной Думы по молодёжной политике Артем Метелев официально заявил, что направил законопроект на заключение в Правительство и Верховный Суд перед внесением в Госдуму.
20 сентября 2023 года председатель Комитета Госдумы по молодёжной политике Артём Метелев в своём Telegram-канале сообщил: «В ближайшие недели ожидаем заключения правительства для официального внесения закона в парламент». Депутат также опубликовал отзыв суда на проект. В Верховном суде заявили, что «концептуальных возражений» не имеют. В то же время там рекомендовали уточнить формулировку в одном из пунктов, касающуюся признания отягчающим обстоятельством преступления, трансляция которого идёт в СМИ или интернете.
6 ноября 2023 года, Правительство России подготовило положительные отзывы на пакет проектов, вводящих наказание за треш-стримы, Об этом сообщил автор инициатив, глава Комитета Госдумы по молодёжной политике Артём Метелев.
1 декабря 2023 года, сенатор Александр Башкин заявил, что в Госдуму через неделю внесут проект о наказании за треш-стримы.
7 декабря 2023 года, в Госдуму внесли законопроект о запрете треш-стримов. Документ предусматривает назначение штрафа до 700 тыс. рублей, об этом сообщил парламентарий Александр Хинштейн в своём Telegram-канале.
11 января 2024 года, Вячеслав Володин заявил, что Госдума в приоритетном порядке рассмотрит законопроекты о запрете треш-стримов в весеннюю сессию.
25 января 2024 года, были приняты в первом чтении законопроекты о запрете треш-стримов.
30 июля 2024 года, депутаты Госдумы на пленарном заседании приняли во втором и третьем чтениях закон о запрете треш-стримов. Ко второму чтению авторы уточнили формулировку, характеризующую «треш-стрим». Им должно считаться информация, оскорбляющая человеческое достоинство и общественную нравственность, выражающая явное неуважение к обществу и содержащая признаки противоправных действий, а также распространяемая из низменных побуждений. Административный штраф за распространение трэш-стримов составляет для граждан от 50 до 100 тысяч рублей, для должностных лиц — от 100 до 200 тысяч рублей, для юрлиц — от 800 тысяч до одного миллиона рублей с изъятием оборудования для ведения трансляций.
8 августа 2024 года закон об ответственности за треш-стриминг был подписан президентом РФ.
В других странах
Также свои законодательные меры по ограничению деструктивного треш-стриминга приняты в Польше в 2022 и 2023 годах.